# (8016) 1990 QW10
(8016) 1990 QW10 là một tiểu hành tinh vành đai chính. Nó được phát hiện bởi Henry E. Holt ở Đài thiên văn Palomar ở Quận San Diego, California, ngày 27 tháng 8 năm 1990.